# Hasarius insignis
Hasarius insignis là một loài nhện trong họ Salticidae.
Loài này thuộc chi Hasarius. Hasarius insignis được Eugène Simon miêu tả năm 1886.